# Big Thunder Mountain
Big Thunder Mountain bzw. Big Thunder Mountain Railroad ist eine Minenachterbahn in vier Resorts der Walt Disney Company (Disneyland Resort (Anaheim), Walt Disney World Resort (Orlando), Tokyo Disney Resort (Tokio) und Disneyland Resort Paris). Die Szenerie basiert auf den Hoodoos im Bryce Canyon National Park und den „Buttes“ im Monument Valley.

## Thema
Im späten 19. Jahrhundert wurden am Big Thunder Mountain im Südwesten der USA Goldvorkommen entdeckt. Die Nachricht verbreitete sich so rasant, sodass praktisch über Nacht eine neue Goldgräberstadt entstand (Anaheim und Tokio: Rainbow Ridge, Orlando: Tumbleweed, Paris: Thunder Mesa genannt, variiert von Park zu Park). Die Goldschürfung stellte sich als sehr erfolgreich heraus, daher wurde eine Grubenbahn errichtet, damit das Gold noch effektiver abgebaut werden konnte. Den Goldgräbern unbekannt war jedoch, dass der Berg für die Ureinwohner ein heiliger Ort war, welcher auf keinen Fall betreten werden durfte. Bereits nach kurzer Zeit löste die Entheiligung des Berges eine große Tragödie aus (Anaheim und Paris: Erdbeben, Orlando: Flutwelle, Tokio: Tsunami), was dazu führte, dass die aufblühende Goldgräberstadt schnell ein jähes Ende fand und von den Siedlern verlassen wurde. Einige Zeit später wurde festgestellt, dass die nun verfluchten Minenzüge selbstständig in den Minen von Big Thunder Mountain ihre Runden drehten, sodass in den Ruinen des alten Bergbaulagers die Big Thunder Mountain Railroad gegründet wurde, um allen Besuchern ein Spektakel zu bieten.

## Geschichte

### Hintergrund
Rund ein Jahr nach dem Debüt von Disneyland im Jahre 1955 eröffnete in Frontierland die Attraktion Rainbow Caverns Mine Train seine Tore für die Besucher. Thema der Attraktion war eine Fahrt durch eine lebendige, aufwendig gestaltete Wüstenlandschaft, welche unter dem Namen Living Desert bekannt wurde. Wie ihr Nachfolger, Mine Train through Nature’s Wonderland von 1960, stand diese Attraktion an der Stelle, an welcher später einmal Big Thunder Mountain seine Runden drehen sollte. Das Thema der lebendigen Wüstenlandschaft wurde dabei seit 1956 beibehalten, die Szenerie bzw. Kulisse wurde von Attraktion zu Attraktion angeglichen. Zusätzlich dazu wurden Anpassungen bei den erzählten Geschichten vorgenommen.
Im Vorfeld an die große Eröffnung des Magic Kingdoms im Oktober 1971 gab es in der Öffentlichkeit wilde Spekulationen, welche Attraktionen der neue Vergnügungspark beinhalten würde. Tatsächlich standen bei der Eröffnung viele bekannte Attraktionen bereit, den Gästen das gleiche Erlebnis wie in Kalifornien zu bieten, mit Ausnahme von Pirates of the Caribbean. Die Imagineers dachten während der Planungsphase, dass die Einwohner von Florida aufgrund ihrer geografischen Lage und lokalen Legenden von Piraten weniger beeindruckt sein würden als die Gäste im Disneyland. Vielmehr rechneten sie damit, die Besucher mit Cowboys und Indianern begeistern zu können. Im Zuge dessen entstand unter Aufsicht des Imagineers Marc Davis das Konzept der Western River Expedition. Beheimatet in der nordwestlichen Ecke des Frontierlands im Magic Kingdom, sollten die Besucher eine erlebnisreiche Flussfahrt durch die Wüstenlandschaft des Wilden Westens durchfahren, während viele Animatronics das Gefühl einer lebendigen Tierwelt vermitteln sollten. Obwohl die Attraktion schlussendlich nie eröffnet wurde, so wurden bereits einige Animatronics in Form von Bisons gebaut, welche heute in der Attraktion Living with the Land in Epcot bestaunt werden können.
Nun wurden kurz nach der Eröffnung des Parks Forderungen nach der berühmten Piratenfahrt laut, was die Entscheidungsträger bei Disney dazu bewegte, Pirates of the Caribbean auch im Magic Kingdom zu erbauen. Als im Dezember 1973 die langersehnte Attraktion öffnete, wurden die ursprünglichen Pläne der Western River Expedition vorerst einmal auf Eis gelegt, hauptsächlich aufgrund finanzieller Bedenken. Tony Baxter, ein seinerzeit noch junger Imagineer, schlug indessen vor, lediglich die Minenfahrt des ursprünglichen Konzeptes zu bauen, was aber in Hinblick auf die Eröffnung von Space Mountain 1974 bis auf Weiteres auch nicht verwirklicht wurde. Diese zusätzlichen Jahre an Planungszeit verhalfen der Achterbahn schlussendlich zu einer sanfteren Streckenführung, da Big Thunder Mountain als eine der ersten Disney-Attraktionen überhaupt unter Zuhilfenahme von Computern geplant wurde.
Im Januar 1977 wurde schließlich in Disneyland die Attraktion Mine Train through Nature’s Wonderland geschlossen, um Platz für Big Thunder Mountain Railroad zu machen. Viele Elemente der vorherigen Attraktionen wurden dabei wiederverwendet oder es wurden Elemente in die neue Achterbahn eingebaut, welche den Vorgängern Tribut zollen sollten. So wurde ferner die fiktive Bergarbeiterstadt Rainbow Ridge (welche 1956 als Szenerie für die Rainbow Caverns Mine Train errichtet wurde) wiederverwendet, sodass sie auch heute noch einen festen Bestandteil der Attraktion darstellt. Zurückzuführen ist das auf den Imagineer Tony Baxter, welcher federführend bei der Planung und Realisierung der neuen Achterbahn war. Eine weitere Neuerung bestand darin, dass die Kulisse der Achterbahn (die diversen Hügel, Felsen etc.) zuerst gebaut resp. die bestehenden Elemente erweitert wurden und erst danach die Schienen der Bahn verlegt wurden. Damit sollte erreicht werden, dass das gesamte Erlebnis realistischer wirkt.

### Eröffnung und weitere Entwicklungen

#### Anaheim
Am 2. September 1979 wurde das neue Glanzstück des Disneylands, Big Thunder Mountain Railroad, feierlich eingeweiht. Weitere Versionen sollten in allen Disneyparks folgen (mit Ausnahme von Hong Kong Disneyland, welches Frontierland als solches gar nicht besitzt).
Im Januar 2013 wurde Big Thunder Mountain Railroad im Disneyland in Anaheim geschlossen, um die gesamte Achterbahn zu renovieren. Nebst erneuerten Bahnschienen und Zugfahrzeugen wurde die historische Minenstadt Rainbow Ridge restauriert und die Bergkulissen neu gestrichen. Die Wiedereröffnung fand am 17. März 2014 statt, die öffentliche Meinung zu den Neuerungen ist durchwegs positiv zu werten.

#### Orlando
Rund ein Jahr nach der Eröffnung von Big Thunder Mountain Railroad im Disneyland wurde die gleichnamige Attraktion im Magic Kingdom eingeweiht. Die am 15. November 1980 für die Besucher freigegebene Achterbahn gleicht von der Streckenführung ihrer Schwesterattraktion in Anaheim weitgehendst (mit Ausnahme einer Sektion zu Beginn der Bahn). Allerdings ist die gesamte Achterbahn flächenmäßig leicht größer, was auf den Umstand zurückzuführen ist, dass das Magic Kingdom grundsätzlich mehr Platz bietet als das Disneyland.
Die erste Renovation der Version im Magic Kingdom begann im August 2016 und dauerte bis Ende November des gleichen Jahres. Dabei wurde u. a. der Wartebereich stark verändert. Viele interaktive Elemente wurden für die Besucher integriert, sodass man die Wartezeit mit Spiel und Spaß überbrücken kann. Zudem wurde die erzählte Geschichte der Attraktion ein wenig überarbeitet.

#### Tokio
Big Thunder Mountain (ohne Railroad im Namen, jap. ビッグサンダー・マウンテン) eröffnete im Tokyo Disneyland am 4. Juli 1987, somit gute vier Jahre nach Parkeröffnung. Die Streckenführung ist eine Mischung der Versionen in Anaheim und Orlando, wobei es aufgrund der Größe eher mit der Variante in Orlando verglichen werden kann.
Die Achterbahn ist mittlerweile auch die einzige Version, welche noch keine Renovationen hinter sich hat. Doch es wurde angekündigt, dass in naher Zukunft eine entsprechende Renovation stattfinden wird.

#### Paris
Genauso wie ihr Gegenstück in Tokio wurde die am 12. April 1992 eröffnete Achterbahn Big Thunder Mountain getauft. Zudem ist die Pariser Version die Einzige, welche zusammen mit dem gesamten Park erbaut und gleichzeitig eröffnet wurde. Ebenso unterscheidet sich die Attraktion in der Aufbauart von den anderen Parks. Die eigentliche Fahrt befindet sich auf einer Insel inmitten der Rivers of the Far West, die Pariser Auslegung der Rivers of America. Der Einstiegsbereich befindet sich auf der gegenüberliegenden Seite des Flusses, also auf dem Festland.
Im November 2015 wurde die Attraktion einer Renovation unterzogen, wobei u. a. verschiedene Requisiten aus sogenannten Ghost Towns (dt. Geisterstädte) in den USA gekauft und in die Achterbahn integriert wurden. Zudem wurde an verschiedenen Stellen das Holz ersetzt. Die Restaurierung wurde am 17. Dezember des folgenden Jahres erfolgreich abgeschlossen.

## Verschiedenes
Alle Bahnen besitzen Züge mit fünf Wagen, die jeweils drei Reihen mit je zwei Personen besetzen können. Von diesen Zügen gibt es in Anaheim, Orlando und Paris je sechs Stück, von denen aber nur fünf gleichzeitig fahren können.
Auf allen vier Bahnen müssen die Fahrgäste mindestens 1 m (40 Zoll) groß sein, um mitfahren zu dürfen. In Paris sollte man zusätzlich mindestens 3 Jahre alt sein.

## Bilder

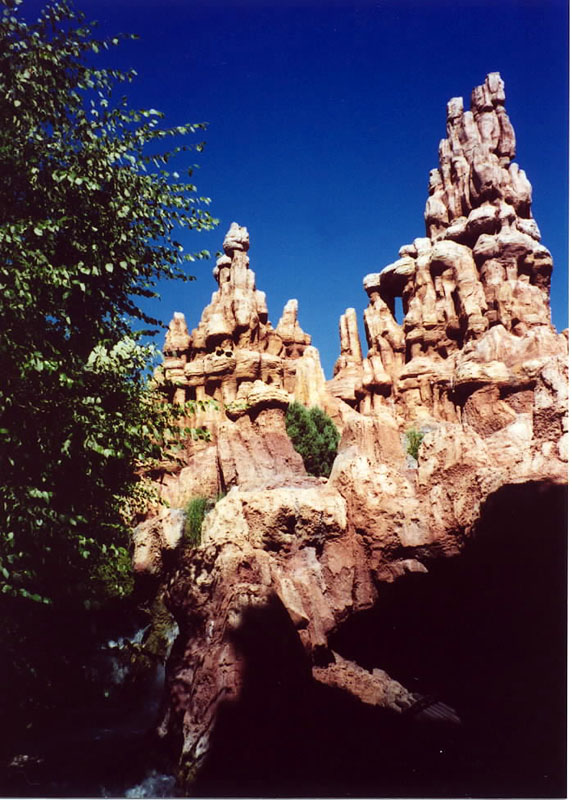
Die Hoodoos der Szenerie in Anaheim
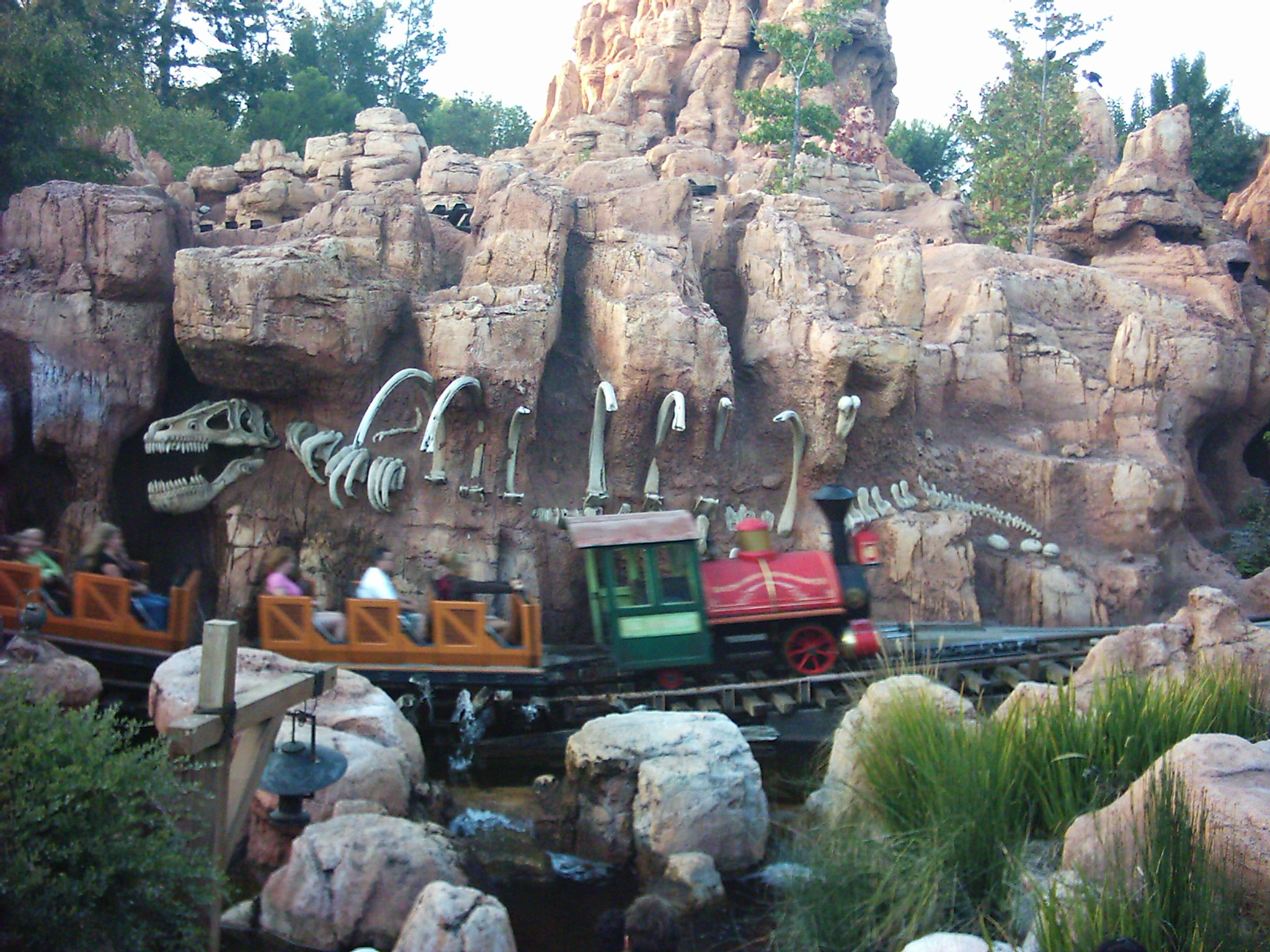
Anaheim
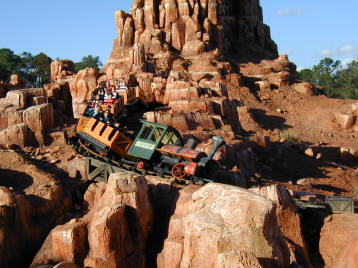
Florida
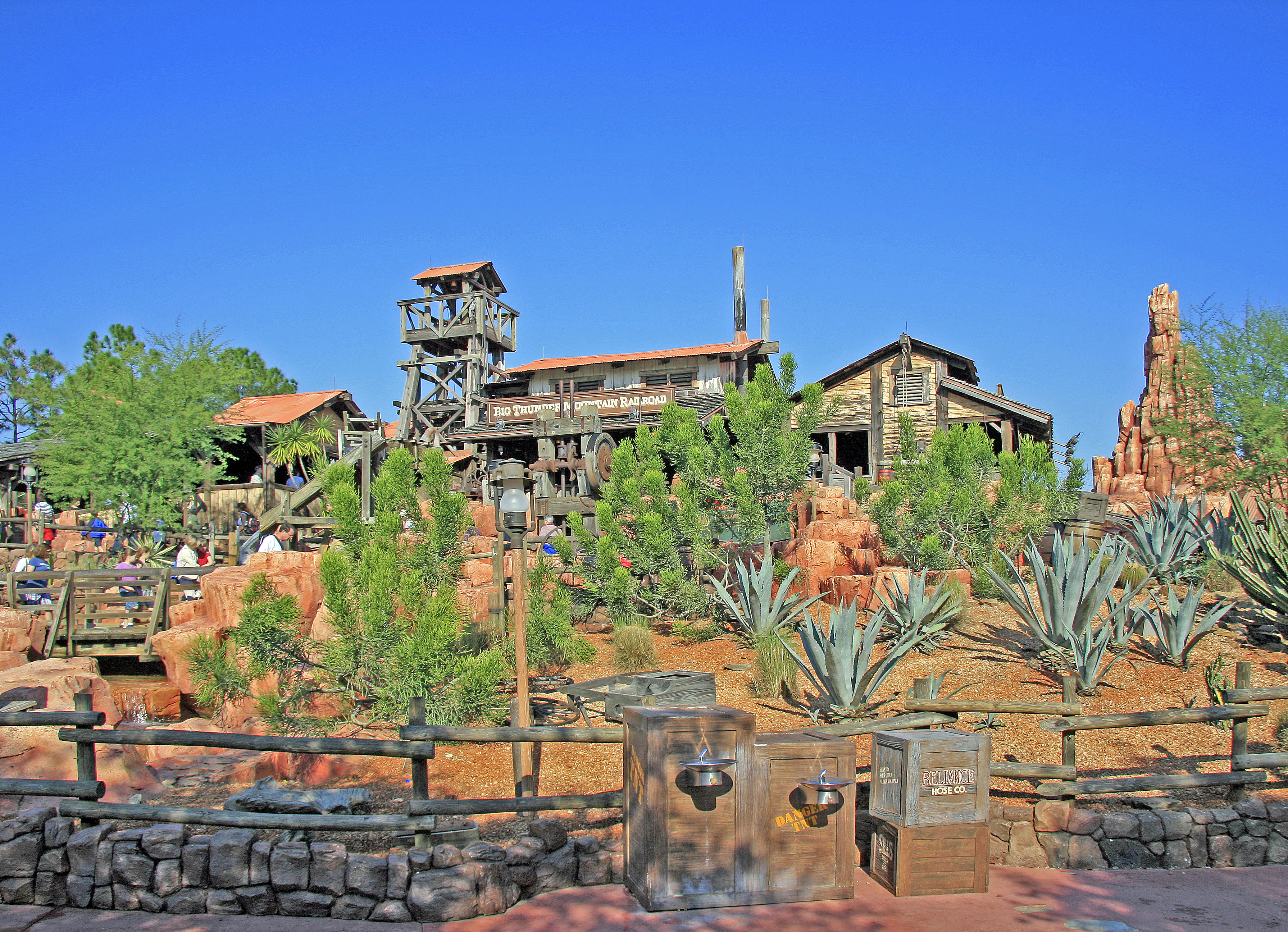
Florida
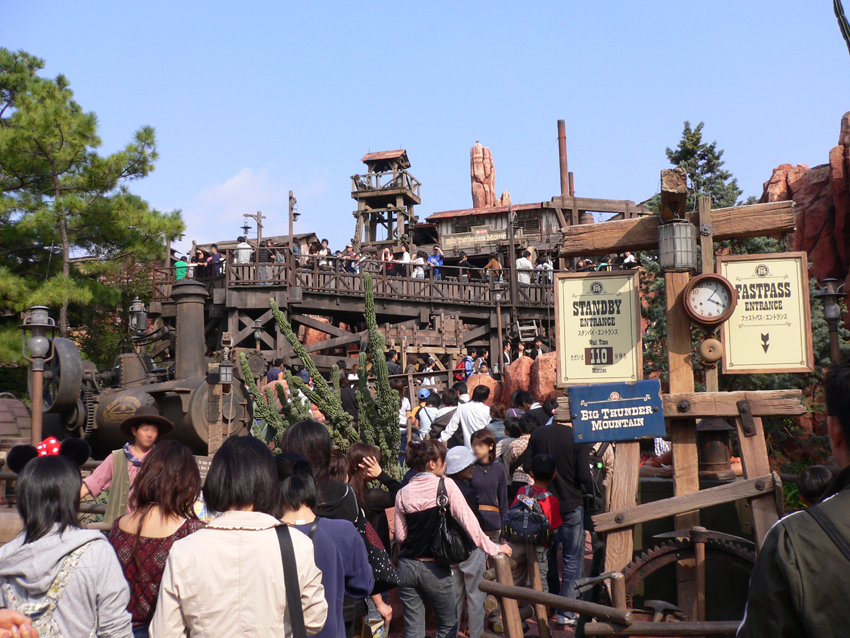
Eingang in Tokio

## Tödlicher Unfall
Am 5. September 2003 ereignete sich auf der Big Thunder Mountain Railroad im Disneyland Resort in Kalifornien ein tödlicher Unfall. Als der Zug den ersten Lift hinauffuhr, brach an der Lokomotive (1. Wagen) das hintere Drehgestell. Dadurch wurde der 2. Wagen unter die Lokomotive geschoben, wodurch ein 22-jähriger Fahrgast, der vorne im 2. Wagen gesessen hatte, am Kopf und an der Brust so schwer verletzt wurde, dass er verstarb.